# Trainmeuseler Brunnen

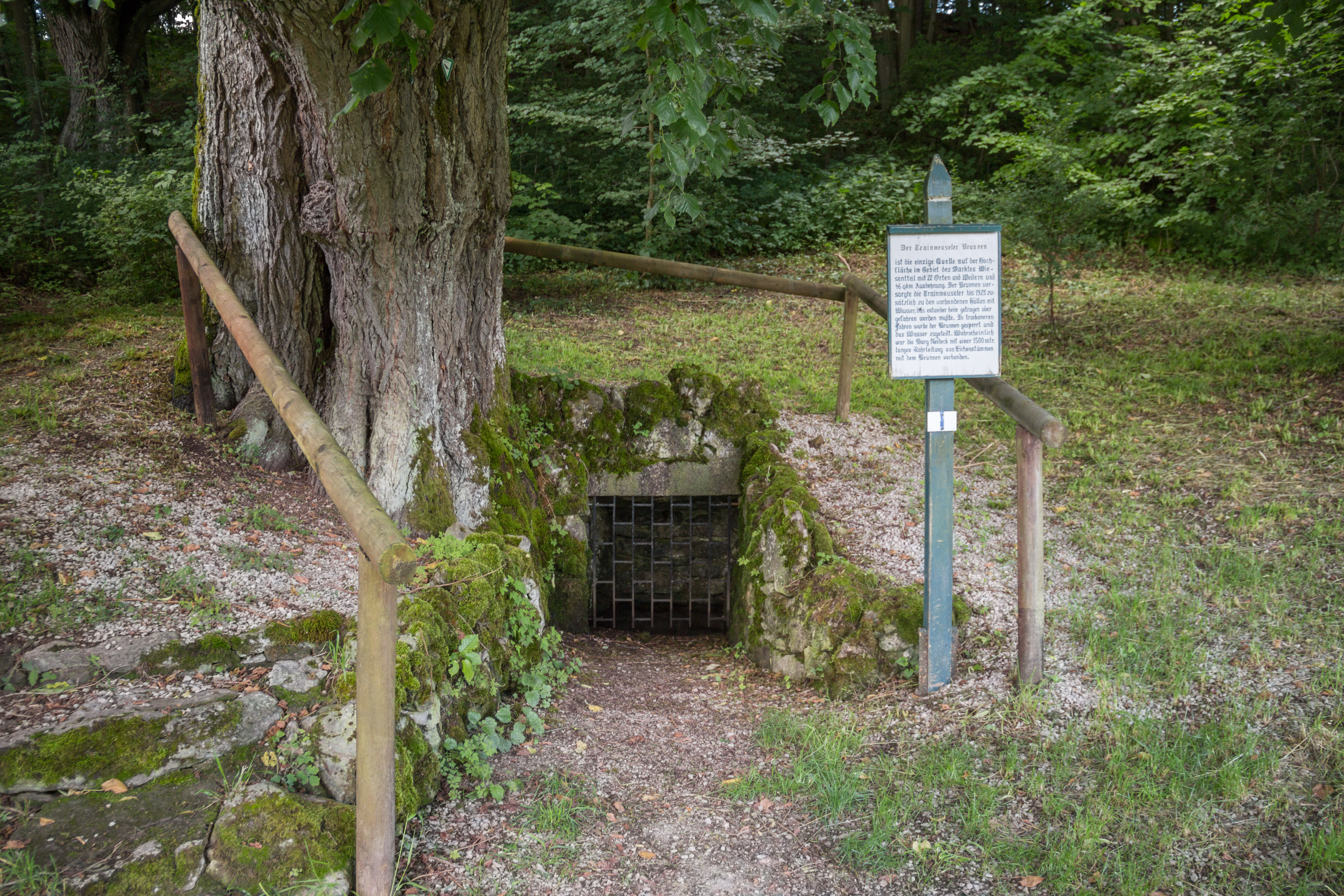
Trainmeuseler Brunnen

Der Trainmeuseler Brunnen ist eine Schichtquelle nahe Trainmeusel, einem Gemeindeteil der oberfränkischen Marktgemeinde Wiesenttal im Landkreis Forchheim in Bayern.

## Lage
Die Quelle im Naturpark Fränkische Schweiz-Veldensteiner Forst auf etwa 422 m ü. NHN liegt 800 Meter nordwestlich von Trainmeusel im Gewann Brunnteich. Sie ist als Naturdenkmal (ND-04447) ausgewiesen und Bestandteil des Landschaftsschutzgebietes LSG Fränkische Schweiz – Veldensteiner Forst im Regierungsbezirk Oberfranken, (LSG-LSG-00556.01, WDPA: 396107).

## Beschreibung

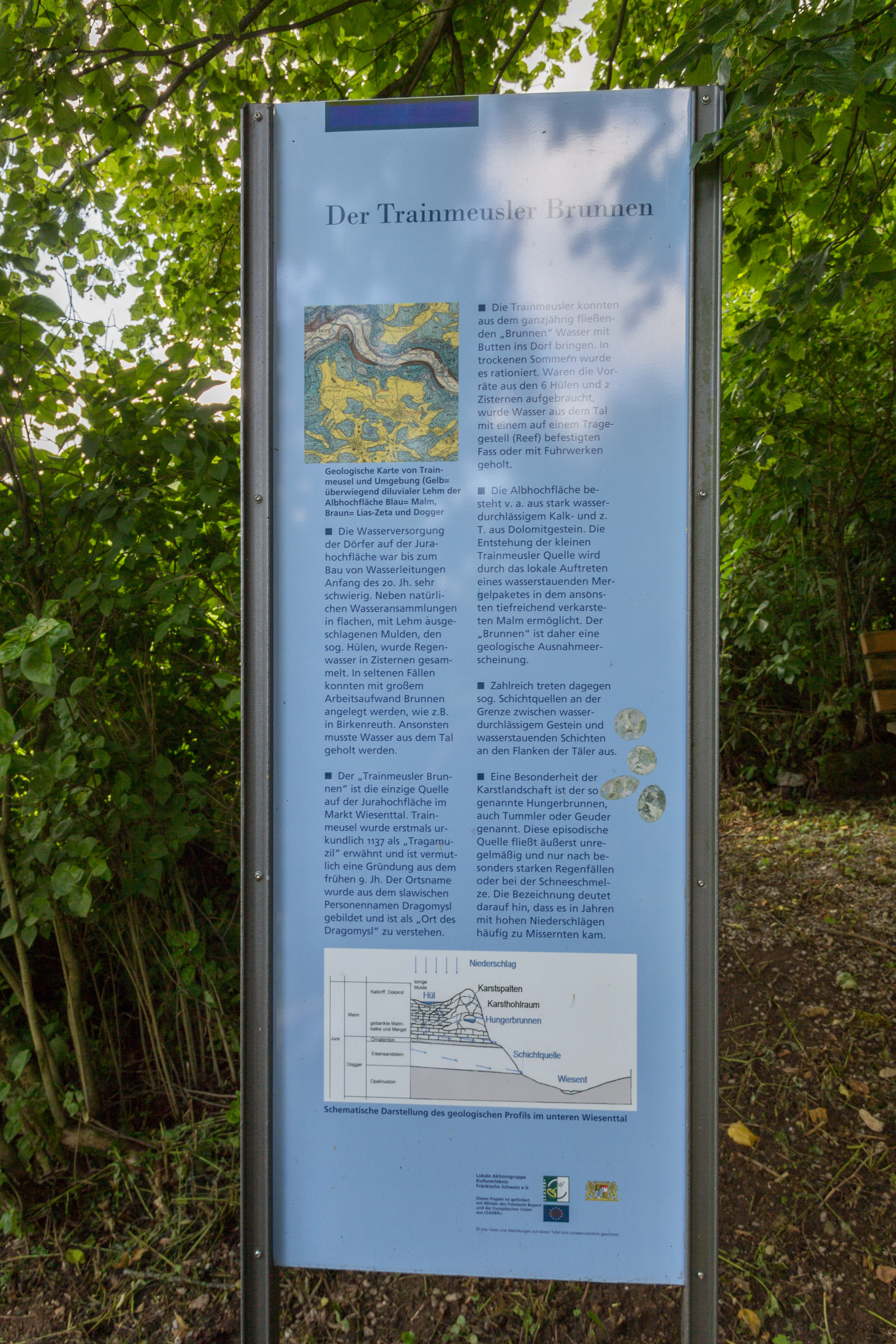
Infotafel vor Ort

Der Quellaustritt ist in Stein gefasst, mit einem Gitter versperrt und hat eine geringe Schüttung. Das Quellwasser fließt in ein kleines Becken ab, der weitere Ablauf ist nicht erkennbar. Letztlich dürfte es entsprechend der Hangneigung durch eine nordwärts laufende, steile Talkerbe 120 Höhenmeter hinunter der weniger als einen Kilometer entfernten Wiesent im Tal zufließen.
Der Brunnen ist die einzige Quelle auf der gesamten Albhochfläche im Gemeindegebiet von Wiesenttal. Er versorgte bis 1923 die Bewohner Trainmeusels und die damals vorhandenen Hüllen mit Wasser. Es gab hierfür keine Leitung, das Wasser musste entweder getragen oder gefahren werden. In trockenen Jahren wurde der Brunnen gesperrt und das Wasser zugeteilt.
Wahrscheinlich bezog im Mittelalter die nahe Burg Neideck über eine 1300 Meter lange Teuchelleitung aus Eichenstämmen Wasser aus dem Brunnen.
Die Lage des Brunnens auf der weithin verkarsteten Albhochfläche ist geologisch gesehen eine Besonderheit. Dass dort im subrodierten Weißjura eine Schichtquelle auftreten konnte, hat seine Ursache in einem nur lokal zwischen dessen Kalkschichten eingeschobenem Mergelpaket, das durch seinen Tonanteil das Wasser staut und an seinem Hanganschnitt quellen lässt.

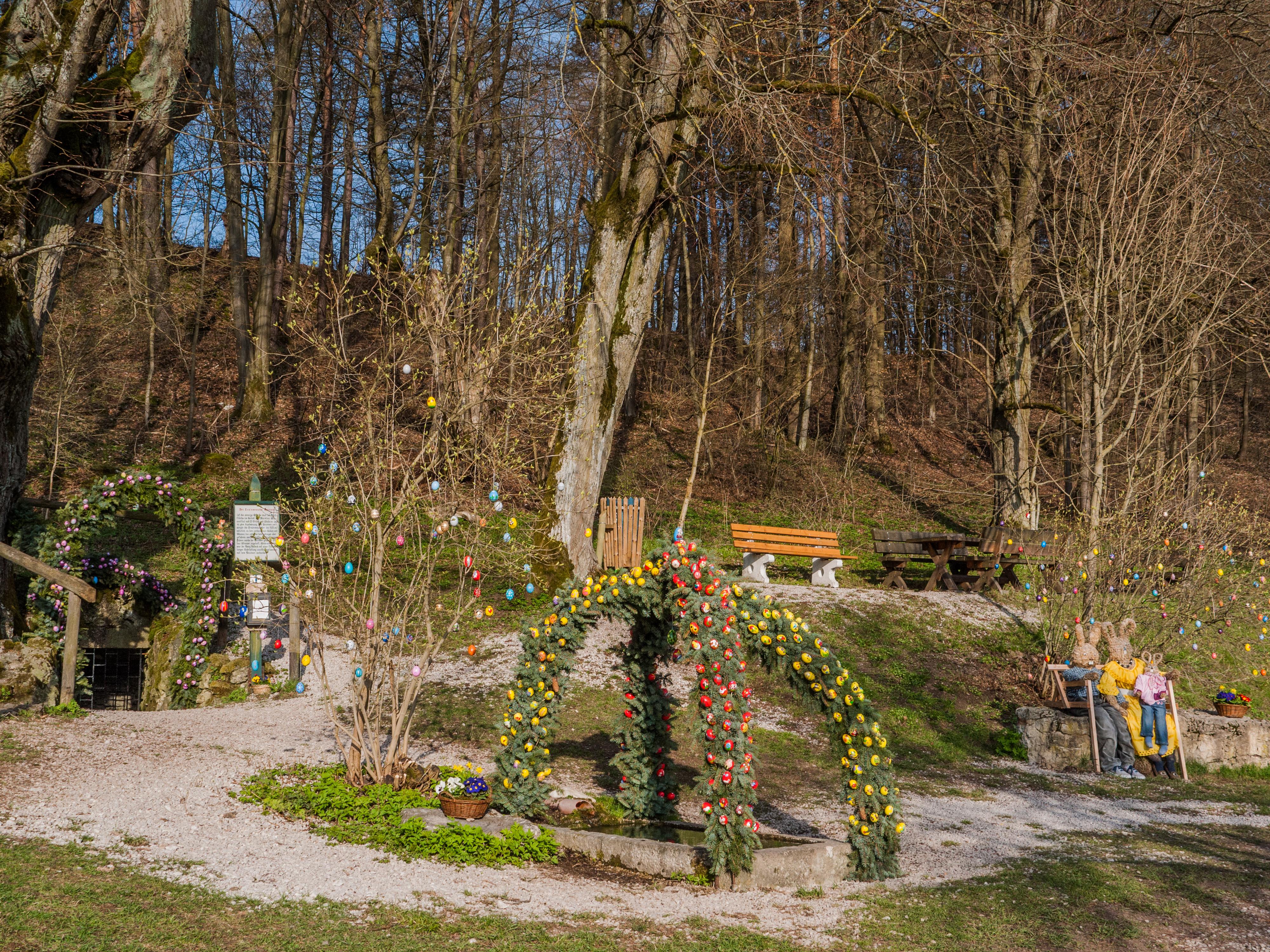
Osterschmuck

Heute wird der Brunnen von Nahtouristen besucht. Er liegt am Abschnitt des mit blauem Strich markierten Franz-Josef-Kaiser-Wanderwegs zwischen Streitberg im Wiesent-Tal und dem näheren Trainmeusel auf der Hochebene. Eine Infotafel führt in die lokale Hydrogeologie ein und berichtet über die geschichtliche Nutzung des Brunnens. Zu Ostern wird er nach örtlichem Brauch als Osterbrunnen geschmückt.